# ایسیدرو لانگارا
ایسیدرو لانگارا (انگلیسی: Isidro Lángara; ۲۵ مهٔ ۱۹۱۲ – ۲۱ اوت ۱۹۹۲) بازیکن فوتبال اهل اسپانیا بود.
از باشگاه‌هایی که در آن بازی کرده‌است می‌توان به باشگاه ورزشی سن لورنسو آلماگرو اشاره کرد.
وی همچنین در تیم‌های ملی فوتبال اسپانیا باسک بازی کرده‌است.